# Alfred D. Bamberger

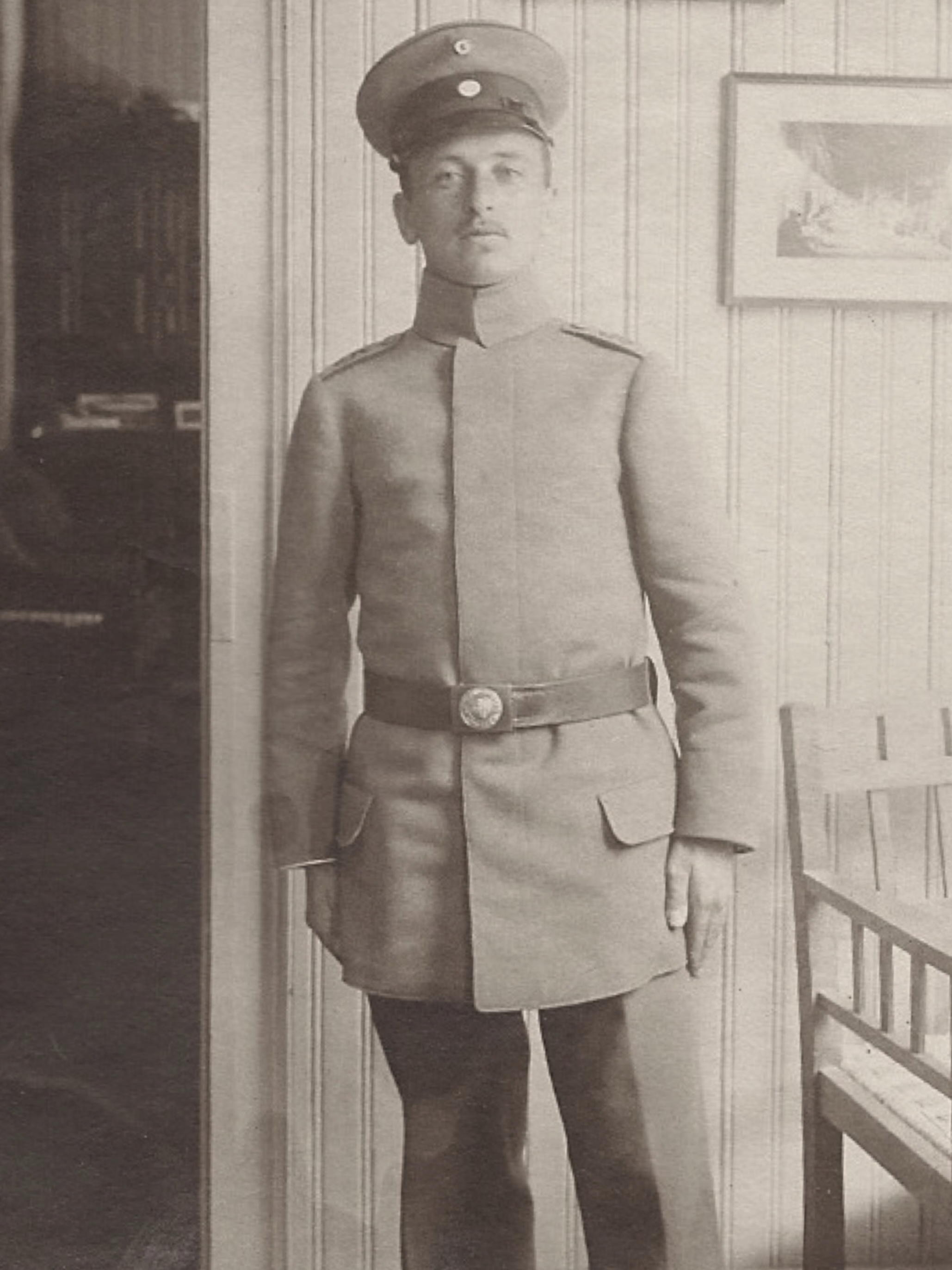
Alfred David Bamberger, Juni 1915

Alfred David Bamberger (geboren am 18. August 1890 in Lichtenfels, Oberfranken, Königreich Bayern, Deutsches Reich; gestorben am 22. März 1956 in Irvington, Essex County, New Jersey, Vereinigte Staaten) war ein deutsch-US-amerikanischer Unternehmer und Firmengründer.

## Familie

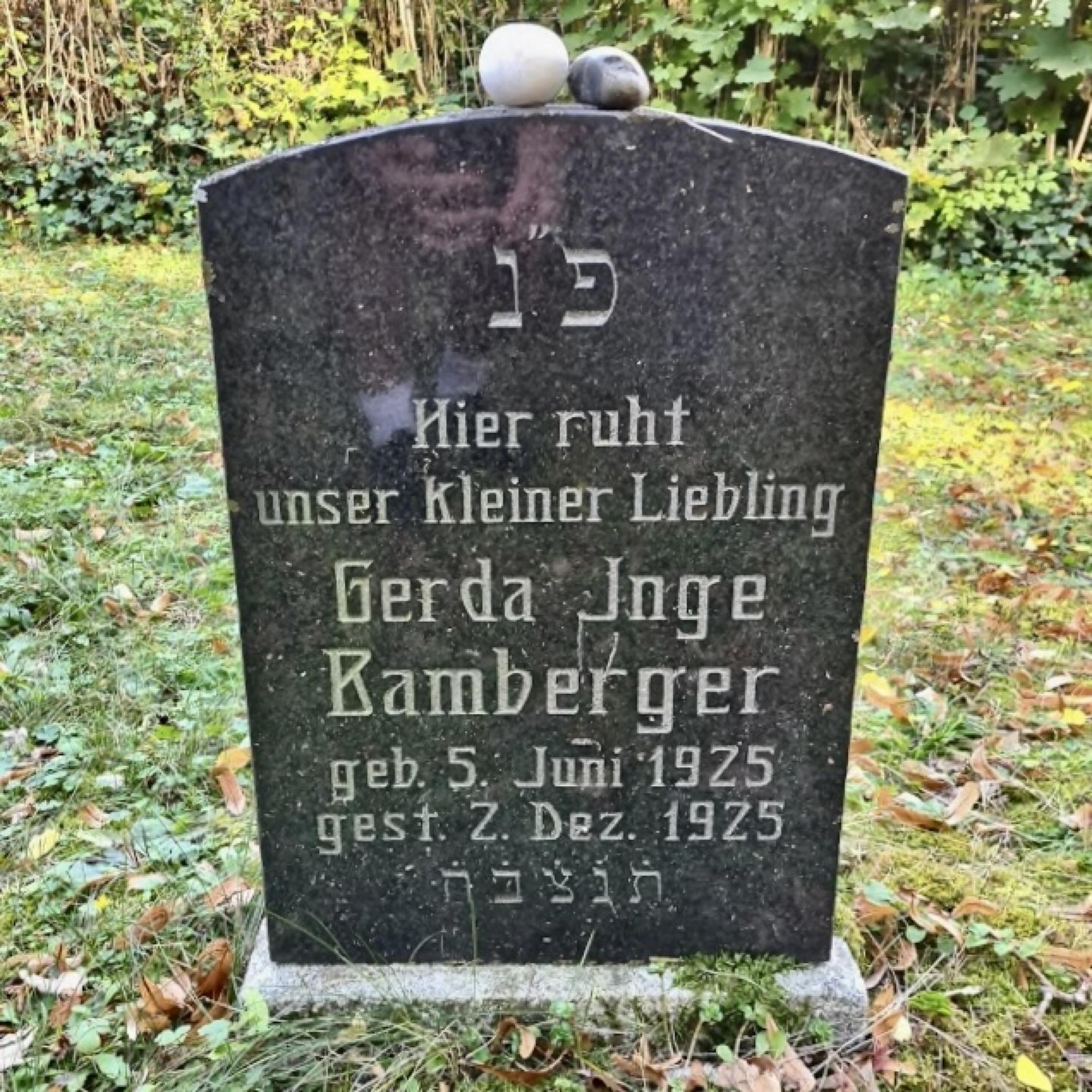
Grabstein der ersten Tochter Alfred D. Bambergers auf dem Jüdischen Friedhof in Coburg

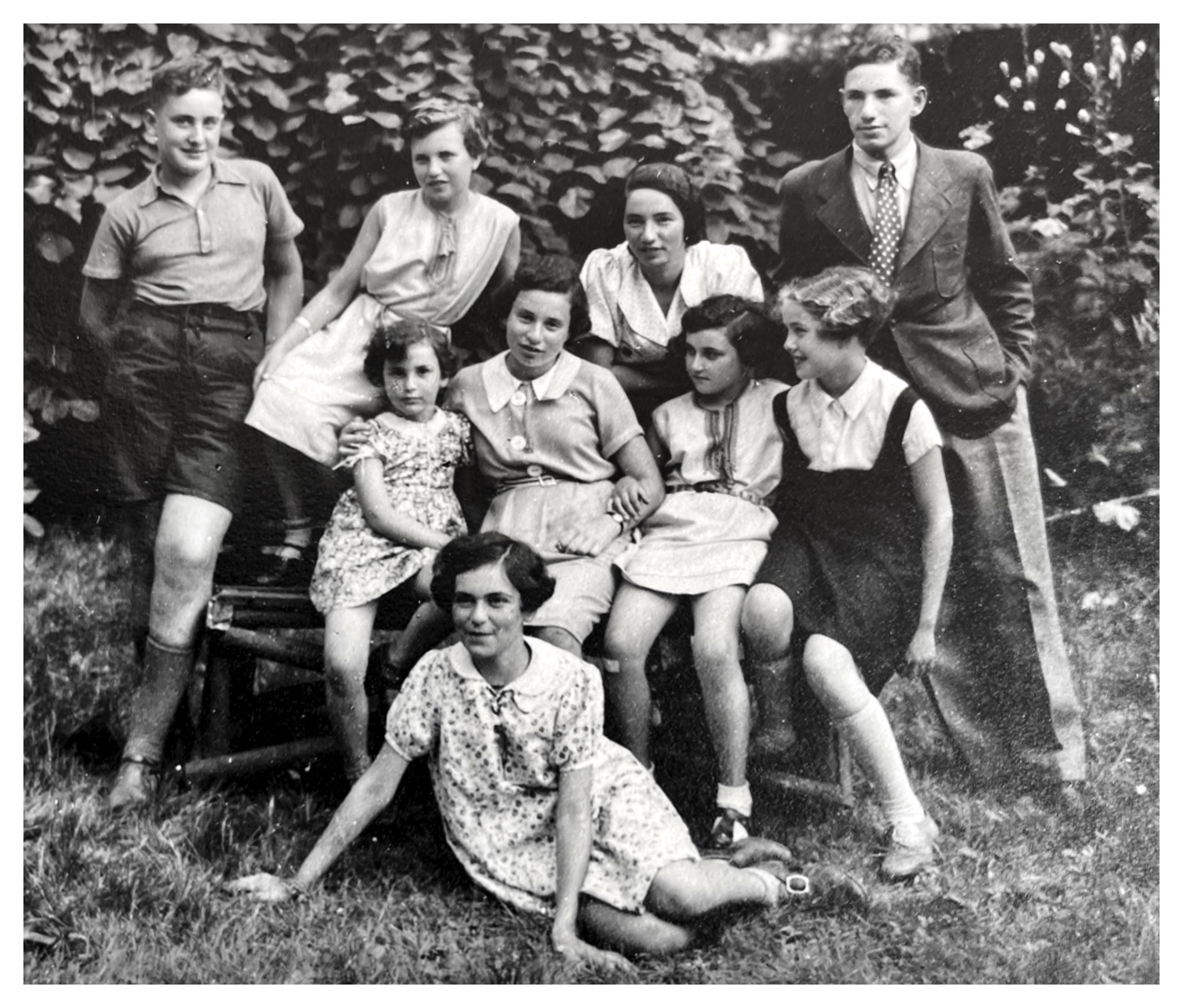
Gruppenfoto der Bamberger-Cousins und -Kusinen mit Alfred Bambergers Kindern Rudolf „Rudi“ Walter (ganz links stehend) und Gertrude „Traudl“ (ganz rechts auf der Bank sitzend), Sommer 1937

Alfred David Bamberger war das einzige Kind des oberfränkischen Korbwarenfabrikanten Friedrich „Fritz“ Bamberger (geboren am 15. Dezember 1862 in Mitwitz, Oberfranken, Königreich Bayern; gestorben am 29. Juni 1942 im Ghetto Theresienstadt, Protektorat Böhmen und Mähren) und dessen Ehefrau Emilie „Milli“ Ida Kaumheimer (geboren am 12. März 1870 in Burgkunstadt, Oberfranken; ermordet nach dem 19. September 1942 im Vernichtungslager Treblinka, Generalgouvernement), die am 8. Juli 1889 in Lichtenfels geheiratet hatten. Er wuchs in der Bamberger Straße 45 (seit etwa Mitte 1937 geänderte Hausnummerierung: Bamberger Straße 21) in Lichtenfels auf.
Sein zweiter Vorname nimmt Bezug auf seinen Großvater David Bamberger (geboren am 24. Dezember 1811 in Mitwitz, Mainkreis; gestorben am 23. Juni 1890 in Lichtenfels, Oberfranken), der etwa 1837 das Familienunternehmen D. Bamberger gegründet hatte, das nach ihm durch zwei seiner Söhne (Philipp und Fritz) und drei seiner Enkel (Otto, Ludwig und Alfred) über insgesamt ein Jahrhundert bis zur „Arisierung“ durch die Nationalsozialisten geführt wurde.
Alfred David Bamberger heiratete Regina „Regi“ Schwarzhaupt (geboren am 13. April 1898 in Straubing, Niederbayern; gestorben am 23. März 1950 in Newark, New Jersey), eine Tochter des bayerischen Unternehmers Carl Schwarzhaupt (geboren am 30. April 1866 in Regensburg, Oberpfalz, Königreich Bayern; ermordet am 20. Januar 1943 im Ghetto Theresienstadt, Protektorat Böhmen und Mähren) und dessen Ehefrau Emma Mandelbaum (geboren am 2. Februar 1875 in München, Königreich Bayern; ermordet am 8. März 1944 im Ghetto Theresienstadt, Protektorat Böhmen und Mähren).
Carl Schwarzhaupt war neben seinen Brüdern Mitinhaber einer in Franken und Bayern bestehenden Kette von Einzelhandelsgeschäften, die beispielsweise in Nürnberg, Regensburg, Straubing und München renommierte Bekleidungshäuser unter den Namen Vereinigtes Kaufhaus Aktiengesellschaft bzw. Damenkonfektion Emanuel Schwarzhaupt betrieb.
Aus der Ehe von Alfred David und Regina „Regi“ Bamberger gingen drei Kinder hervor, Rudolf „Rudi“ Walter (geboren am 24. Januar 1923 in Coburg, Oberfranken; gestorben als Rudolph W. Bamberger am 17. Februar 1984 in Summit, Union County, New Jersey, Vereinigte Staaten), Gerda Inge (geboren am 5. Juni 1925 in Coburg; gestorben am 2. Dezember 1925 ebenda) und Gertrude „Traudl“ (geboren am 30. November 1926 in Coburg; gestorben als Gertrude Katz am 28. Juni 1979 in Memphis, Shelby County, Tennessee, USA).
Nach dem frühen Tod seiner Ehefrau Regina „Regi“ im März 1950 heiratete Alfred D. Bamberger am 15. April 1951 Selma Noymer, geboren als Selma Levite (* ca. 1898 in Nürnberg, Mittelfranken), die in erster Ehe mit dem Kaufmann Siegfried Neumetzger (* ca. 1894 in Bopfingen) verheiratet gewesen war und bis zu ihrer NS-bedingten Emigration im Oktober 1937 in Nürnberg gewohnt hatte.
Die zweite Ehe von Alfred D. Bamberger blieb kinderlos; seine zweite Ehefrau brachte jedoch zwei Kinder aus ihrer ersten Ehe, Ernst August Anton Neumetzger (geboren am 30. Juni 1921 in Nürnberg; gestorben als Ernest Noymer am 4. Juli 2007 in Floral Park, Nassau County, New York) und Hilde Ursula Neumetzger (* 1925 in Nürnberg; gestorben als Hilda U. Forchheimer im August 2018 in Westchester, New York, USA), mit.

## Schule und Ausbildung
Alfred David Bamberger besuchte die römisch-katholisch geprägte Volksschule (heute: Dr.-Roßbach-Grundschule) in Lichtenfels. Über seine weitere Schulbildung und Ausbildung ist nichts bekannt. Bei seiner Emigration gab er gegenüber der US-Einwanderungsbehörde an, Deutsch, Englisch und Französisch lesen und schreiben zu können. Dies und seine Rolle als Nachfolger seines Vaters im Familienbetrieb legt eine kaufmännisch ausgerichtete Ausbildung und internationale Geschäftskontakte nahe.

## Erster Weltkrieg
Alfred David Bamberger nahm am Ersten Weltkrieg teil. Am 22. März 1915 rückte er ins Bamberger Rekruten-Depot II ein. Nach der Rekrutenausbildung wurde er am 12. Mai 1915 der 1. Kompanie des I. Ersatz-Bataillons des Königlich Bayerischen 5. Infanterie-Regiments „Großherzog Ernst Ludwig von Hessen“ (Friedensstandort Bamberg) zugewiesen. Am 1. Juni 1915 wurde er dann zur 4. Kompanie der Kraftfahr-Ersatz-Abteilung 1 versetzt, am 11. Juni 1915 zur Pionier-Kraftfahr-Kolonne des Deutschen Alpenkorps, bei dem er bis zum 13. Februar 1916 diente. Anschließend wurde er zur 2. Kompanie der Kraftfahr-Ersatz-Abteilung abkommandiert und am 30. März 1916 zur 8.6. Reserve-Division der Divisions-Kraftfahr-Kolonne 753 versetzt. Vom 30. März bis zum 10. Juli 1916 nahm er an Stellungskämpfen in den Vogesen teil, vom 15. Juli bis zum 27. August 1916 an der Schlacht an der Somme. Am 16. August 1916 wurde er zum Gefreiten befördert. Vom 1. bis 29. September 1916 nahm er an Stellungskämpfen bei Roye-Noyon teil. Danach wechselte sein Regiment von der Westfront an die Ostfront:
Vom 29. Oktober bis 5. November 1916 war er an Kämpfen am Oituz-Pass beteiligt. Vom 28. November bis zum 26. Dezember 1916 war er im Gefolge der Schlacht um Siebenbürgen an der Verteidigungsschlacht im Gebiet um den Ghimeș-Pass und den Fluss Uz beteiligt (siehe auch: Kämpfe in Siebenbürgen), vom 26. Dezember 1916 bis zum 7. Januar 1917 an der Neujahrsoffensive im Gebiet des Flusses Trotuș, vom 7. Januar bis 11. Juli 1917 an den Gebirgskämpfen in den siebenbürgischen Grenzkarpaten.
Am 28. Januar 1917 wurde Alfred David Bamberger mit dem Königlich Bayerischen Militär-Verdienst-Kreuz III. Klasse mit Schwertern ausgezeichnet. Vom 16. Juli bis zum 10. August 1917 war er am Vormarsch in Galizien beteiligt, an der Einnahme von Kalnetz, Czernowitz (Jiddisch: טשערנאָװיץ) und Stanislau (Jiddisch: סטאַניסלאַוו).

## Wirken
Nach Kriegsende stieg er in das Familienunternehmen D. Bamberger ein, das bis dahin von seinem Vater Friedrich „Fritz“ Bamberger und Alfreds Onkel Philipp Bamberger (1858–1919) geführt worden war. Als Philipp verstarb, galt es, die Zuständigkeiten der männlichen Familienmitglieder innerhalb des Betriebs neu zu ordnen, da auch sein Cousin Ludwig Bamberger, der jüngste Sohn Philipps, neu ins Unternehmen einstieg, während dort dessen ältester Sohn Otto bereits seit 1910 wirkte, aber wie alle fünf Bamberger-Söhne mehrere Jahre im Kriegseinsatz gewesen war. Philipps mittlere Söhne Anton und Hugo Bamberger ließen sich als Unternehmer und Firmengründer in Hannover nieder und waren dort bis zur „Arisierung“ bzw. „Entjudung“ während der Zeit des Nationalsozialismus in der Petrochemie und als Pharmahersteller tätig.

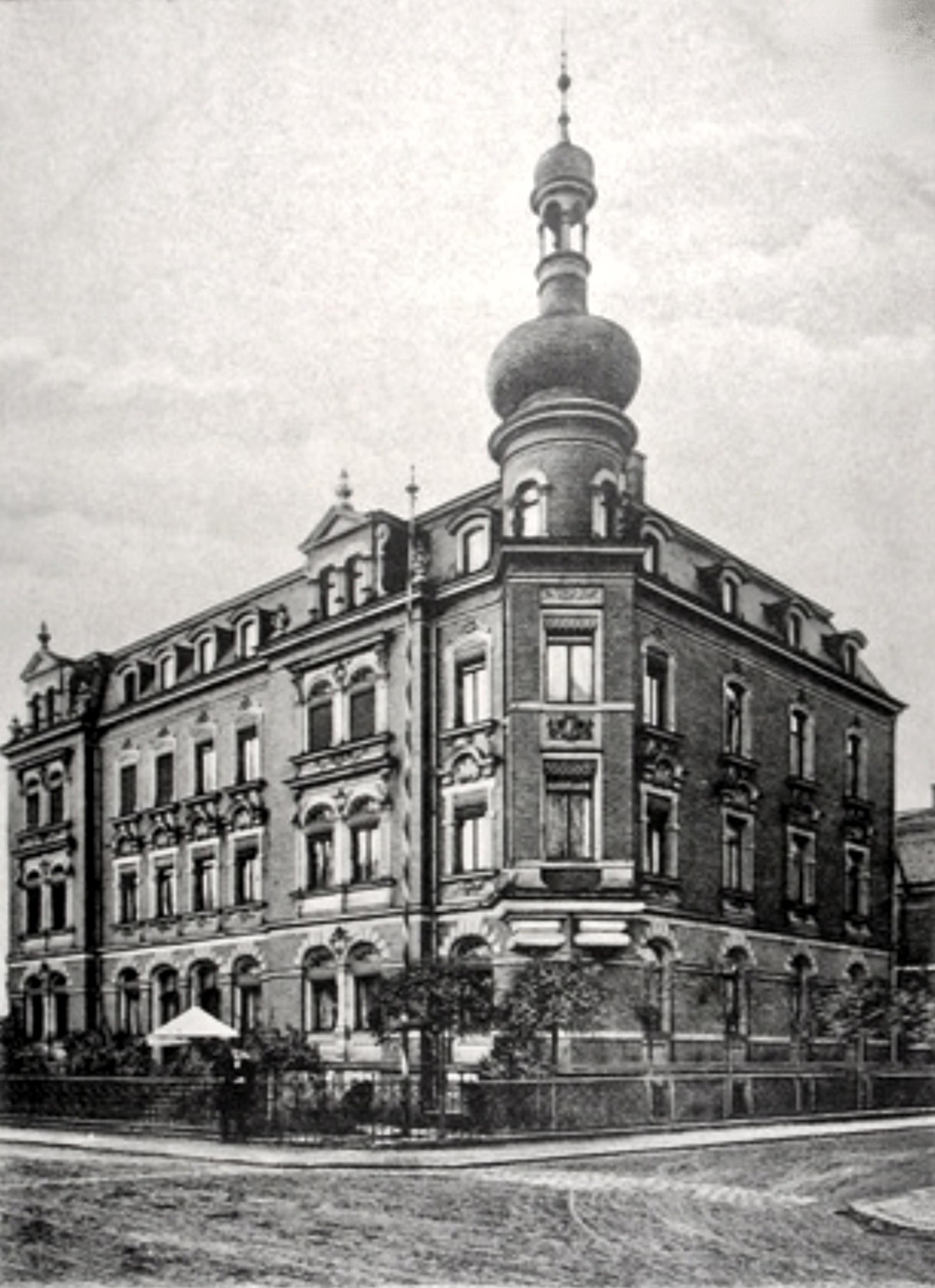
Coburg, Jugendstil-Doppelhaus Bahnhofstraße 38/40, Ecke Raststraße, 1900er Jahre

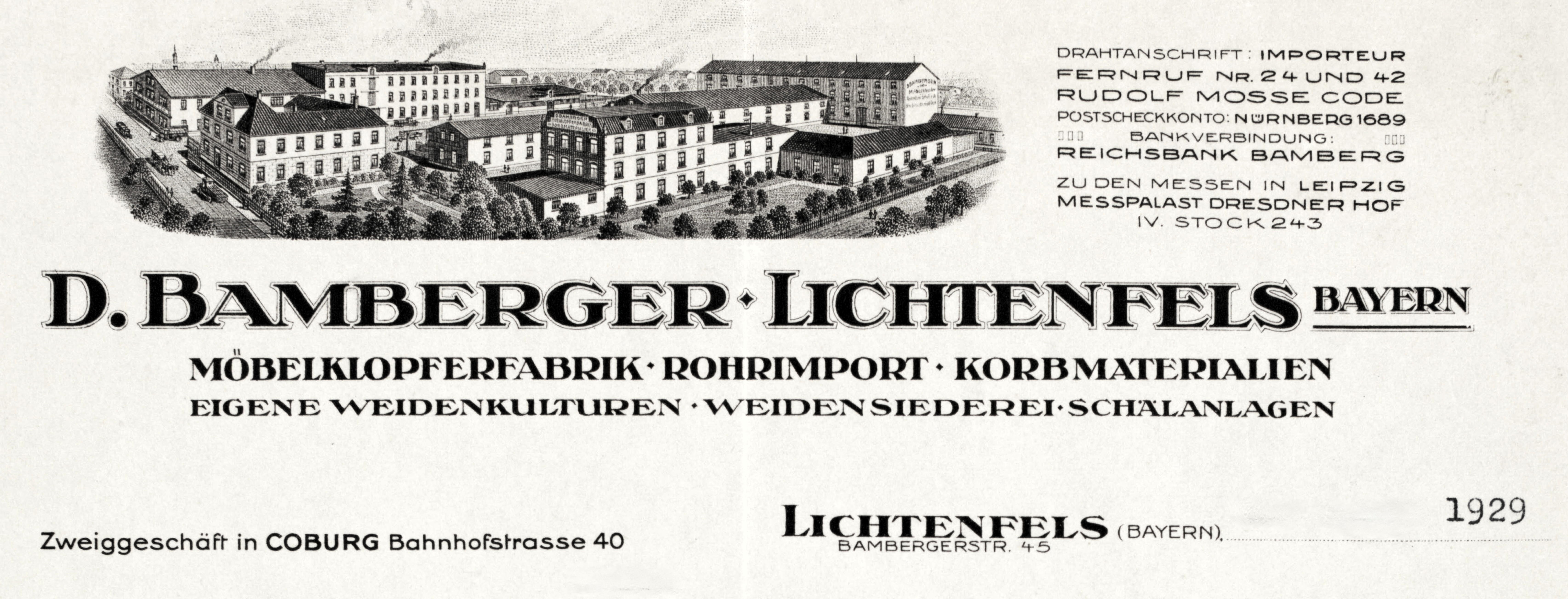
Firmenbriefkopf verweist auf Niederlassung in Coburg, 1929

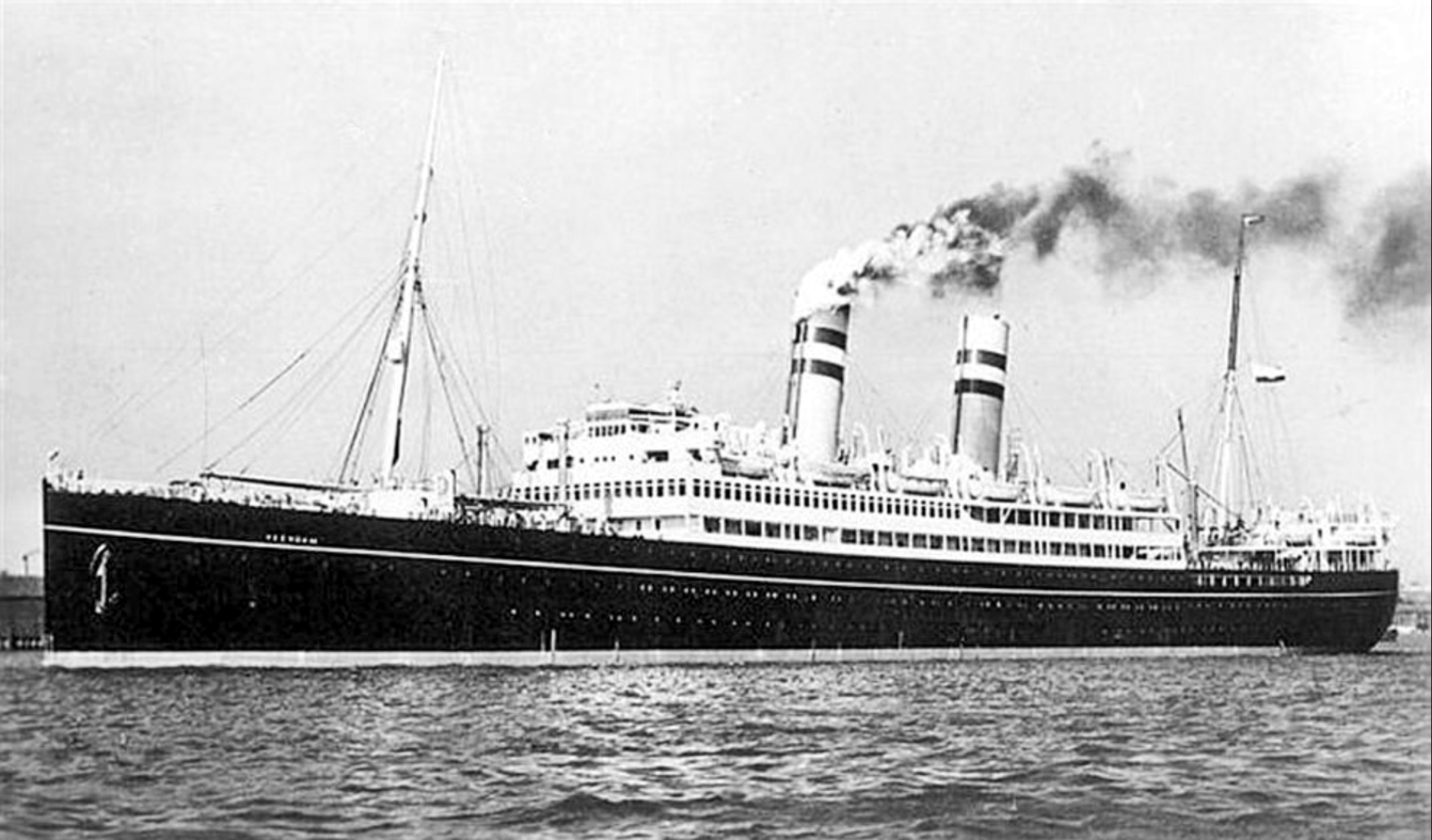
Emigration mit der T.S.S. Veendam der Holland-America Line im Dezember 1939

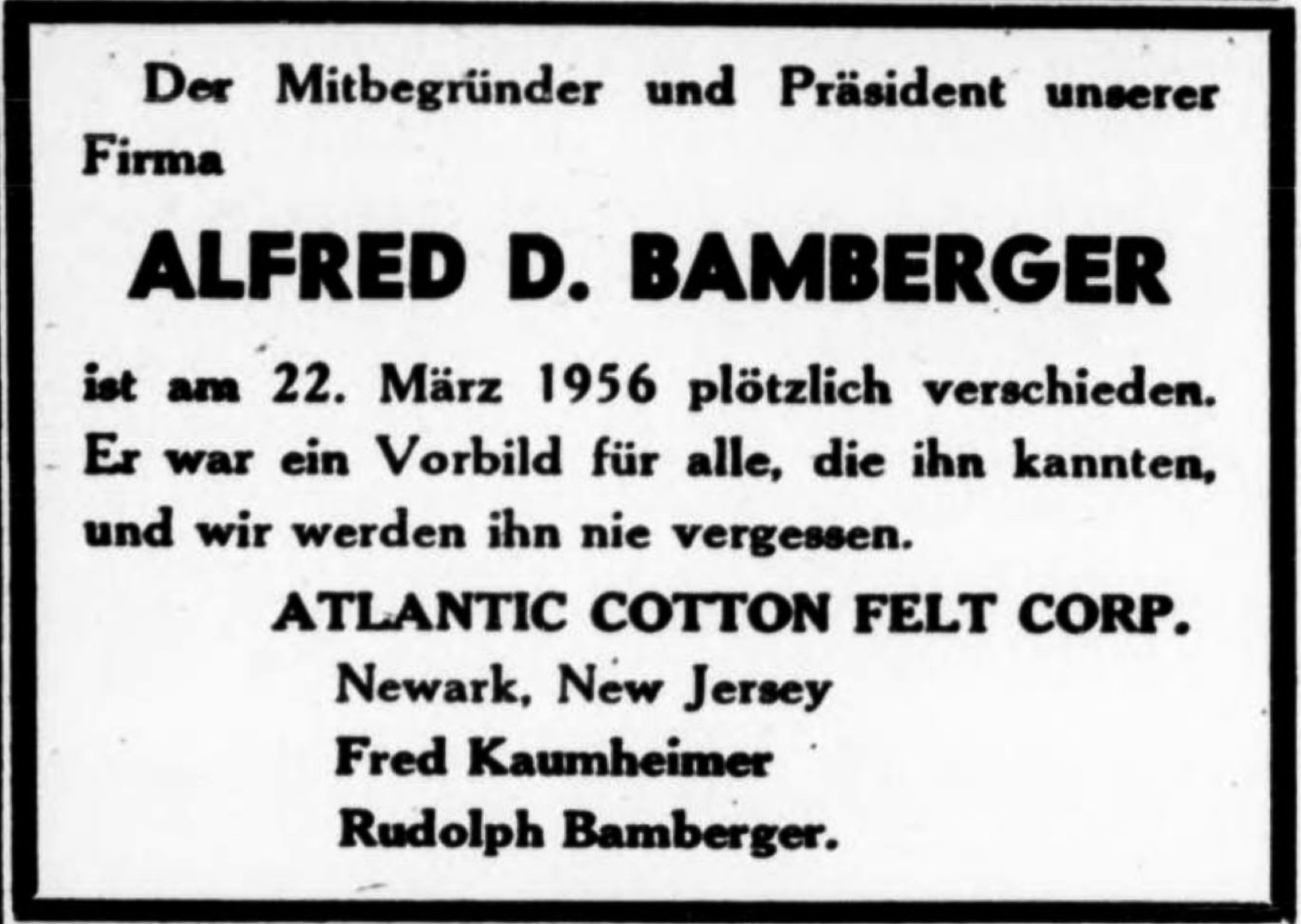
Sterbeanzeige, März 1956

Alfred wurde für den Fuhrpark des Unternehmens zuständig, der aus Pferdefuhrwerken und Kraftfahrzeugen bestand. Otto Bamberger integrierte eine neue Produktlinie in das Portfolio des Unternehmens, die Alfred künftig betreute. Dabei handelte es sich um ein sehr reichhaltiges Sortiment von Spielen, Holzspielzeug, Baukästen, Bastel- und Handarbeitsmaterial für Kinder nach den Spieltheorie-Vorgaben des Pestalozzi-Schülers Friedrich Fröbel, zudem kunstgewerbliche Erzeugnisse aus Holz, die größtenteils aus dem slowakischen Teil der Tschechoslowakei importiert wurden. Alfred Bamberger leitete die Coburger Dépendance des Unternehmens, das am Güterbahnhof 36 ein Lagerhaus unterhielt. Ab 1920 lebte er deshalb in Coburg, wo er im April 1920 ein Wohnhaus mit Kontor in der Bahnhofstraße 40 (1933–1945: Adolf-Hitler-Straße) erwarb.:S. 202 Im Mai 1922 folgte der Kauf des benachbarten Wohnhauses Bahnhofstraße 38 an der Einmündung zur Raststraße,:S. 198  in dem er mit seiner Familie die erste Etage bewohnte. Das 1897 von Carl Otto Leheis errichtete, denkmalgeschützte Jugendstil-Doppelhaus Bahnhofstraße 38/40 wurde 1989 zusammen mit weiteren Häusern in der Raststraße für eine Erweiterung des Verwaltungsgebäudes der HUK-Coburg abgebrochen.
Coburg war spätestens ab Ende der 1920er Jahre kein guter Ort für Juden, denn die Nationalsozialisten waren dort sehr aktiv und kamen dort (und im angrenzenden Thüringen) deutlich früher an die Macht als reichsweit. 1936 veranlasste Alfred Bamberger, dass sein Sohn Rudolf Walter in die Schweiz umgeschult wurde, in das Voralpine Knaben-Institut Dr. Schmidt in St. Gallen. Dieses elitäre, aber auch erzkonservative Internat hatte direkt zuvor dessen Cousin Klaus Philipp Bamberger besucht, der daher seine Erfahrungen mitzuteilen vermochte. Auch beider Cousin Gerhard Franz Philipp Bamberger (1920–2013) wich wegen NS-bedingter Diskriminierung und Ausgrenzung ab 1936 an eine Schweizer Schule aus. 1937 reiste Alfred Bamberger über Le Havre in die Vereinigten Staaten, um dort den ihm persönlich unbekannten Onkel Gustav „Gus“ Bamberger (1864–1943) zu besuchen, der bereits Anfang der 1880er Jahre ausgewandert war. Diesen Kontakt hatte sein Vater Fritz, ein älterer Bruder Gustavs, von Lichtenfels aus brieflich initiiert, da Gustav seit seiner Auswanderung nicht mehr in Deutschland gewesen war. Im persönlichen Gespräch bat Alfred seinen Onkel in Cleveland im US-Bundesstaat Ohio um eine beglaubigte Bürgschaftserklärung (Affidavit), ein unerlässliches Schriftstück, das er für die geplante Emigration seiner Familie in die Vereinigten Staaten benötigen würde. Im heimatlichen Lichtenfels wurden deren Reisepässe durch den Verwaltungsbeamten Wilhelm Aumer irregulär für zwei ausländische Staaten (England und die USA) validiert, entgegen geltender NS-Verordnungen, die lediglich den Sichtvermerk für einen Staat erlaubten.
Bamberger erhielt im Dezember 1938 vom Coburger Finanzamt die Mitteilung, dass er eine Vermögensabgabe vom 43.400 RM, eine Reichsfluchtsteuer von 43.960 RM, Vermögenssteuern von 800 RM, sowie Einkommens- und Umsatzsteuern über 27.340 RM dem Deutschen Reich schuldete. Dafür war eine Sicherheit von 11.470 RM zu entrichten. Durch den Verkauf seiner Immobilie Bahnhofstraße 38/40 und seiner Firma in Lichtenfels konnte er die Beträge aufbringen. Außerdem musste er seine Wertpapiere bei der Bayerischen Staatsbank verpfänden, um die Raten der Judenvermögensabgabe zu begleichen. Im Januar 1939 wurde sein abgabepflichtiges Vermögen mit 185.000 RM neu festgesetzt und eine Sühneleistung von 37.000 RM errechnet. Da Bamberger die Abgaben und Steuern nicht komplett bezahlen konnte, wurden zwei Zwangshypotheken zugunsten der Reichsfinanzverwaltung eingetragen, um die für die Ausreise erforderliche steuerliche Unbedenklichkeitsbescheinigung zu erhalten.
Alfred Bamberger verließ 1939 Deutschland zusammen mit seiner Ehefrau und den gemeinsamen Kindern Rudolf „Rudi“ und Gertrude „Traudl“ zunächst in Richtung England, wo ihnen die US-Botschaft in London am 10. November 1939 quota immigrant visa (QIV) erteilte.
Die Familie emigrierte am 12. Dezember 1939 von Southampton aus mit der T.S.S. Veendam der Holland-America Line nach New York City, wo sie am 22. Dezember 1939 eintraf. Sie lebte dort zunächst in Philadelphia, Pennsylvania, später in Newark und schließlich in Irvington, New Jersey. Teils erst nach Kriegsende erfuhr die Familie vom Tod ihrer nächsten Angehörigen während der Schoáh.
In Philadelphia gründete Alfred D. Bamberger 1944 zusammen mit dem aus Köln stammenden John H. Nathan eine Textilfabrik, die N. & B. Cotton Felt Corporation. Die junge Firma wechselte 1946 nach Newark in den US-Bundesstaat New Jersey und firmierte dort zur Atlantic Cotton Felt Corporation um. Das Unternehmen stellte beispielsweise Matratzen und Polster für Sitzmöbel her und bestand mindestens bis in die späten 1980er Jahre. 1947 heiratete John H. Nathan Alfred D. Bambergers Tochter Gertrude.
Alfred David Bamberger verstarb im Alter von 65 Jahren an einem Herzinfarkt. Er wurde auf dem King Solomon Cemetery (King Solomon Memorial Park) in Clifton, New Jersey, beigesetzt.